# فیرمانت هایتس (مریلند)
فیرمانت هایتس (به انگلیسی: Fairmount Heights) شهری در ایالت مریلند کشور ایالات متحده آمریکا است که جمعیت آن در سرشماری سال ۲۰۱۰ میلادی، ۱٬۴۹۴ نفر بوده‌است.